# Mackenzie tundrafarkas
A Mackenzie tundra farkas (Canis lupus mackenzii), a farkas (Canis lupus) észak-amerikai alfaja.
A Mackenzie-folyó partján, és a Nagy Medve-tótól délre él.
Közepes termetű farkas, színe a feketétől a fehérig változik.